# Mancenans
Mancenans é uma comuna francesa na região administrativa de Borgonha-Franco-Condado, no departamento de Doubs. Estende-se por uma área de 11,94 km². Em 2010 a comuna tinha 312 habitantes (densidade: 26,1 hab./km²).

## Geografia
Mancenans fica a 4 km (2,5 milhas) a oeste de L'Isle-sur-le-Doubs entre as colinas de Châtel e Replain. 